# Ji Seong-ho
Ji Seong-ho (ur. 1982 w Hoeryŏng) – uciekinier z Korei Północnej, działacz na rzecz praw człowieka. W wieku 13 lat, próbując okraść wagon z węglem, spadł na torowisko i został przejechany przez pociąg; na skutek wypadku amputowano mu lewą nogę i dłoń – obecnie ma protezy.

## Życiorys

### Życie w Korei Północnej
Ji Seong-ho urodził się w 1982 w miasteczku Hoeryŏng, niedaleko obozu koncentracyjnego Haengyŏng. Jego ojciec był członkiem Koreańskiej Partii Pracy. Mimo to jego rodzina dotkliwie odczuła wielką klęskę głodu, która miała miejsce w tym kraju w latach 1995–1999. W 1995 babcia Ho umarła z głodu. Jego rodzina zmuszona była kraść i sprzedawać węgiel, by móc wymienić je na pożywienie. 7 marca 1996 wraz z matką i siostrą nastoletni Ji Seong-ho jechał jednym z wagonów z węglem; gdy próbował przeskoczyć na drugi, stracił przytomność i upadł na torowisko. Niedługo potem odzyskał przytomność i zobaczył kolejne wagony przejeżdżające nad nim. Jego lewa noga została niemal oderwana od reszty ciała, trzymała się jedynie na cienkim fragmencie ciała. Cały czas tracił duże ilości krwi. Stracił również trzy palce lewej ręki. Z wyjątkiem rodziny nikt ze świadków zdarzenia nie zwrócił uwagi na chłopca. Matka zabrała go do szpitala. Mimo że w Korei Północnej opieka zdrowotna jest teoretycznie bezpłatna, lekarze praktycznie nie dostają pieniędzy od rządu i nie chcą przeprowadzać skomplikowanych operacji bez łapówek. Pomimo błagań matki nie chcieli operować Ji Seong-ho. Mimo to w końcu ulegli, jednak z powodu braku anestetyków operacja była przeprowadzona bez żadnego znieczulenia. Trwała ponad cztery godziny. Ji Seong-ho przeżył ją, chociaż był bardzo słaby. W Korei nie było żadnych protez, musiał więc używać drewnianych podparć wykonanych przez ojca, by w ogóle móc się poruszać. 

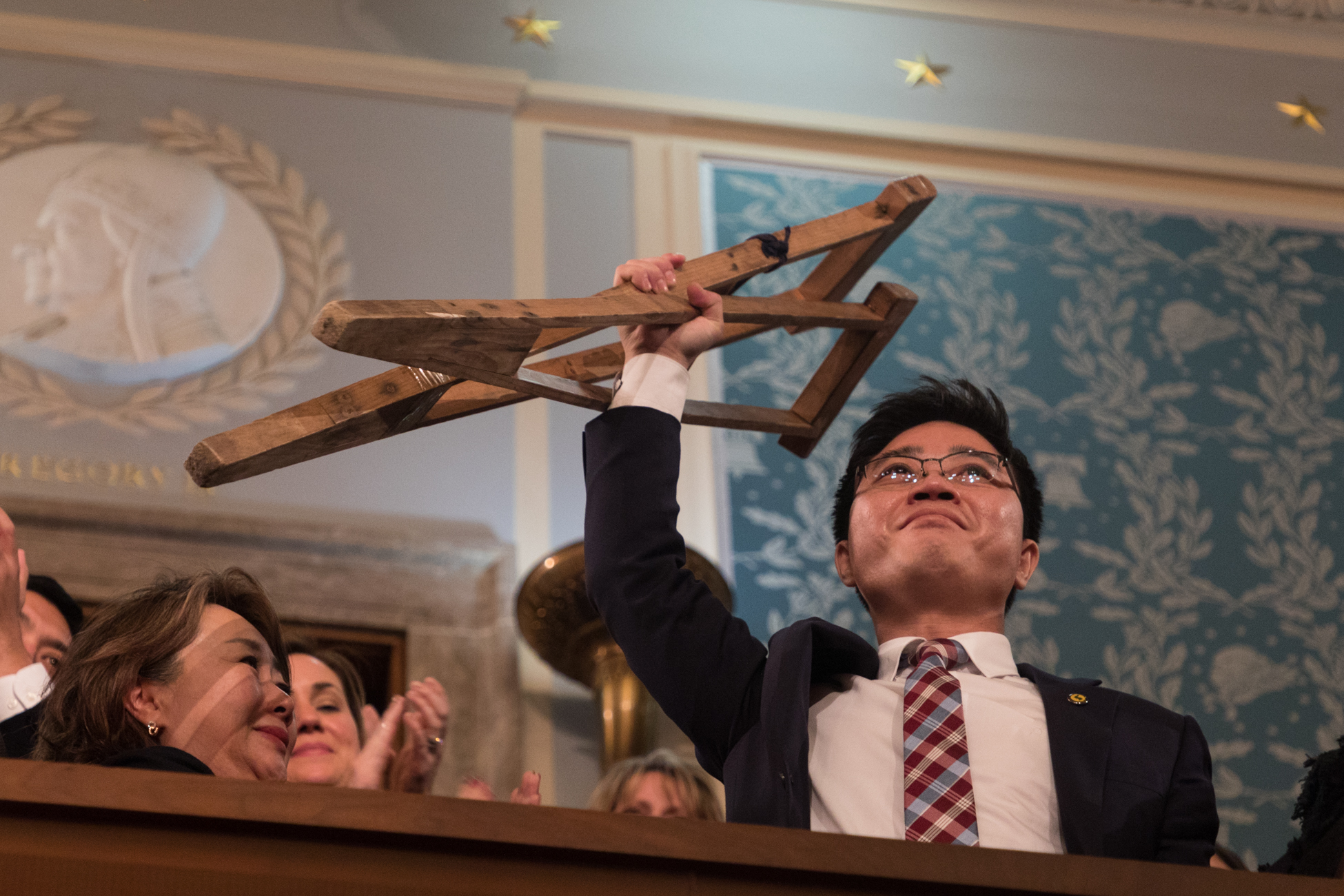
Ji (2018) podnoszący swoje drewniane podpory, które umożliwiały mu poruszanie się zamiast protez

Kilka lat po ucieczce znalazł się na granicy chińsko-koreańskiej w poszukiwaniu jedzenia i został złapany przez straż graniczną. Trafił do więzienia, gdzie mimo swojej widocznej niepełnosprawności był dotkliwie torturowany.

### Ucieczka
Jego ojciec zdał sobie sprawę, że reżim w Korei Północnej nie dba o obywateli i jest odpowiedzialny za wypadek jego syna. Rodzina zaczęła planować ucieczkę z kraju. W 2004 uciekły matka i siostra, a w 2006 Ji Seong-ho i jego brat. Początkowo obaj bracia szli razem, jednak Seong-ho zostawił swojego towarzysza, bojąc się, że jego własna niepełnosprawność sprawi, że chińskie władze złapią ich obu. Z pomocą organizacji religijnych i drewnianych podparć udało mu się przedostać poprzez Laos, Birmę i Tajlandię do Korei Południowej, gdzie spotkał się ponownie ze swoim bratem. Jego ojciec również próbował uciec, jednak został złapany, następnie torturowany, po czym zmarł.

### Działalność
W Korei Południowej Ji Seong-ho nawrócił się na chrześcijaństwo. Rozpoczął studia prawnicze i założył grupę Now Action & Unity for NK Human Rights (NAUH), która miała na celu opowiedzieć światu o łamaniu praw człowieka w Korei Północnej. Urządzała ona liczne kampanie uliczne na terenie Seulu i organizowała wykłady poświęcone tematyce praw człowieka. 